# Велика награда Сан Марина 2001.
Велика награда Сан Марина 2001. године је била трка у светском шампионату Формуле 1 2001. године која се одржала на аутомобилској стази „Енцо и Дино Ферари“ у Имоли, 15. априла 2001. године.
Победник је био Ралф Шумахер, другопласирани Дејвид Култард, док је трку као трећепласирани завршио Рубенс Барикело.